# Râul Valea Custurii
Râul Valea Custurii este un râu afluent al râului Frasin. 